# Відкидання тривалості
Нехтування тривалістю — це психологічне спостереження, що оцінка людиною неприємності болючого досвіду (після його завершення) дуже мало залежить від тривалості такого досвіду.
Багато експериментів показали, що такі оцінки ґрунтуються не на тривалості, а на двох факторах: пік (коли досвід найбільш болючий) та як швидко біль зникає. Якщо він зникає швидше, досвід оцінюється як більш болючий. Процес такої оцінки отже підпадає під «правило піку та кінця».
Відкидання тривалості є підтипом відкидання продовження та компонентом афективного прогнозування.

## Приклади
В одному з досліджень, Деніел Канеман та Барбара Фредеріксон показували учасникам експерименту приємні або відразливі відеофрагменти. Коли учасників пізніше попросили пригадати переглянуте, вони не брали до уваги тривалість цих фрагментів, а пригадували їх фактично як серію «фотознімків».
В іншому дослідженні ці двоє науковців та їх колеги попросили учасників експерименту занурити руку в болюче холодну воду. В одній зі спроб учасники були проінструктовані тримати руку у воді ще 30 секунд, доки вода поступово підігрівалася, але теж до неприємно холодної температури, а в іншій спробі вони мали витягнути руку негайно після занурення. Інших відмінностей в цих двох досвідах не було. Більшість учасників експерименту для повтору обрала досвід, який тривав довше. Вочевидь, учасники оцінювали досвід відповідно до «правила піку та кінця», іншими словами — лише за найгіршим та кінцевим моментами, звертаючи мало уваги на тривалість досвіду.

## Зменшення упередження
Деякі форми «відкидання тривалості» можуть бути зменшені або скасовані. Наприклад, зменшення спостерігалось, коли учасники відповідали в графічному форматі або надавали оцінку кожних п'яти хвилин.